# Eidocamptophallus chacei
Eidocamptophallus chacei is een krabbensoort uit de familie van de Pseudothelphusidae. De wetenschappelijke naam van de soort is voor het eerst geldig gepubliceerd in 1967 door Pretzmann.